# Arhitektura 1950-ih i 1960-ih u Zagrebu
Razdoblje nakon Drugog svjetskog rata dovelo je do intenziviranja graditeljske djelatnosti u Hrvatskoj, posebno u gradu Zagrebu. Gradnja je vezana uz novu ideologiju uvjetovanu političkom promjenom nakon rata, odnosno okretanjem socijalizmu. Neposredno nakon rata naglasak se stavlja na plansku izgradnju i nove zahvate u urbanističkom planiranju. Zagreb se počinje širiti prema jugu, isprva preko pruge prema Savi, a zatim i na južnu obalu rijeke Save. Planska izgradnja tog područja odvija se pod upravom Urbanističkog instituta Ministarstva građevina Narodne Republike Hrvatske koji je bio osnovan 1947. godine. Prvi ravnatelj Urbanističkog instituta bio je Vladimir Antolić koji je i nadgledao ili sam predlagao različite projekte. Širenjem Zagreba prema jugu dolazi do izgradnje novih planskih naselja kao što su Savski gaj, Trnsko i Knežija. Naselja se uglavnom sastoje od tipskih stambenih zgrada izduženog tlocrta s pet do osam katova. Tijekom 1950-ih godina u arhitekturi se najveći naglasak stavlja na funkcionalnost, dok su inovativnost ili neka veća umjetnička vrijednost građevine stavljene u drugi plan. Težište je na urbanističkom rješenju, dok je arhitektura predodređena zahtjevima brze i ekonomične gradnje. Međutim, desetljeće kasnije, takva strogo planirana gradnja se napušta te se otvara prostor većoj slobodi i raznovrsnosti u oblikovanju prostora naselja i samih prostora stanovanja. U tom poslijeratnom vremenu počinje se stavljati naglasak na kolektivno stanovanje, odnosno stanovanje većeg broja obitelji u zasebnim stanovima unutar jedne građevine. Takva organizacija prostora za stanovanje bila je nužna zbog sve većeg broja stanovnika grada Zagreba, ali i većih gradova u ostatku Hrvatske.  

## Ulica grada Vukovara
Najbolji primjer poslijeratne planske izgradnje je Ulica grada Vukovara. Godine 1949. Vladimir Antolić donosi prijedlog o regulaciji te ulice, koja je tada nosila ime Moskovska ulica. On sam koristi naziv Moskovski bulevar zbog njene širine i važnosti kada o njoj govori. Ulica se pruža u smjeru istok – zapad te je zamišljena je kao reprezentativna okosnica novog razvoja grada.  Ulice postaju šire kako bi mogle primiti sve veću količinu automobilskog prometa, što je vidljivo i na primjeru Vukovarske ulice. Pješačka zona uz cestu je također širih dimenzija kao bi omogućila nesmetan prolaz sve većeg broja stanovništva. Utjecaji koji su oblikovali poslijeratnu arhitekturu Hrvatske, pa tako i Vukovarske ulice su dvojaki. S jedne strane nalaze se Le Corbusierove teorije o stanovanju i utjecaj CIAM-a, dok se njima suprotstavlja novoformirani pravac socijalističkog realizma.

### Arhitektura 1950-ih
U pedesetim godinama izgrađen je veći broj stambenih zgrada. Odmak od čiste funkcionalnosti i težnja kreativnijem pristupu oblikovanja prostora vidljiva je na primjeru stambene zgrade Drage Galića stambenog broja 35–35A koja je nastala 1953. godine. Kod zgrade je naglašena izduženost i vodoravnost, a postavljena je na jake nosače koji se nalaze u sva četiri donja ugla građevine. U prizemlju se nalaze lokali u kojima su se smjestili dućani i kafići, dok se na gornjim katovima nalaze se dvokatni stanovi. Utjecaj na Galića izvršio je Le Corbusier, što je posebno vidljivo u stereometrijskoj jasnoći i ekspresivnosti pročelja. Uz Galića, stambene zgrade u Vukovarskoj ulici rade brojni drugi arhitekti kao što su Ivo Geršić, Neven Šegvić, Božidar Rašica.
Nakon Galićeve stambene zgrade nastaje gradska vijećnica. Ona je rad Kazimira Ostrogovića iz 1955. i 1956. godine. Naglasak je i ovdje stavljen na vodoravnost građevine. Tlocrt je izdužen, a građevina ima samo četiri kata. Organizirana je oko unutrašnjeg dvorišta koje je na sredini vizualno odvojeno spojni traktom koji povezuje sve katove zgrade. Cijela građevina položena je na stupove u prizemlju, čime se rastvara njen volumen u donjem dijelu.
Pučko otvoreno učilište projektirali su Radovan Nikšić i Ninoslav Kučan 1956. godine, iako je dovršetak svih radova bio tek 1961. U vrijeme nastanka, građevina je imala ime Radničko sveučilište „Moše Pijade”, koje je zatim promijenjeno u današnji naziv. Građevina je razvedenog tlocrta te je naglašeno rastvaranje zida velikim staklenim površinama. Unutar građevine nalazi se dvorište, kojim se dobiva više svjetla u samom prostoru učilišta.  Unutrašnji dizajn i namještaj djelo je Bernarda Bernardija.

### Arhitetura 1960-ih
U šezdesetim godinama arhitektura se odmiče od čiste funkcionalnosti te se javljaju dva estetska principa u arhitekturi. Prvi je zatvaranje volumena građevine, dok je drugi njegova potpuna suprotnost, rastvaranje volumena na složene, vodoravno razvedene sklopove. Napušta se sistem otvorenog urbanističkog planiranja te dolazi do veće slobode u oblikovanju prostora naselja. Naglasak se također stavlja na pješačke površine, kad se razmišlja o urbanizmu grada.
Koncertna dvorana Vatroslava Lisinskog jedan je od najznačajnijih projekata tog vremena. Na njemu rade Marijan Haberle, Minka Jurković i Tanja Zdvořak. Građena je od 1960. do 1973. godine. Građevina je rastvorena prozorima sa svih strana. U središtu na katu se nalazi velika koncertna dvorana okružena hodnicima i stubištima. Ivan Vitić radi projekt za zgradu Ministarstva, poznatu i pod imenom „Kockica”. Izgrađena je između 1963. i 1966. godine. Sastoji se od dva vizualno odvojena dijela. Donji vodoravni dio, iznad kojeg se na istočnom dijelu izdiže okomiti naglasak građevine. On je oblika kocke, od kuda i dolazi naziv građevine. Ta kocka rastvorena je staklenim stijenama s dvije strane, dok su druge dvije gotovo u potpunosti zatvorene zidom. Predvorje zgrade ukrašeno je zidnim slikama Ede Murtića.

## Izgradnja Novog Zagreba

### Zagrebački Velesajam
U pedesetim godinama na prostoru današnjeg Novog Zagreba nije bilo gotovo nikakve infrastrukture te je na tom području živo mali broj ljudi. Međutim, preseljenjem Zagrebačkog velesajma na to područje započinje brža urbanizacija prostora južno od Save. Sajmovi su inače bili postavljani na periferije gradova, kako bi se omogućio ozbiljniji razvoj slabo naseljenih prostora grada. Na taj se način poticao razvoj i stvaranje novih gradskih područja. Upravo zbog toga je i Zagrebački velesajam premješten iz Savske ulice (prostor današnjeg Tehničkog muzeja i Studentskog centra) u Novi Zagreb, čime se to područje počinje značajnije razvijati. Preseljenje Velesajma značilo je potpunu izgradnju infrastrukture koja je bila potrebna da taj kompleks može adekvatno funkcionirati, od dovođenja struje, vode, plina do izgradnje prometnica. Također, ovi su faktori utjecali na bržu urbanizaciju cijelog područja. Zagrebački velesajam počinje se graditi 1956. odlukom gradonačelnika Većeslava Holjevca. Urbanistička rješenja za Velesajam rade Marijan Haberle i Božidar Rašica. Rašica je svojim projektom iz 1957. godine pokušao povezati Velesajam s prostorom Novog Zagreba te naglasiti središnju gradsku os sjever – jug s ishodištem na Zrinjevcu. Brojne paviljone, od kojih se sastoji Velesajam, radili su razni arhitekti. Najveći broj radili su upravo Haberle i Rašica, a jedan od poznatijih paviljona je onaj broj 40 Ivana Vitića. Neki od drugih arhitekata su bili B. Kolonić, Đ. Dražić, Cheng Sung Mao (Kineski paviljon), Contigiani i Sambito (Talijanski paviljon), M. Begović, I. Geršić i drugi. Većina paviljona izgrađena je krajem pedesetih i početkom šezdesetih godina. Dio financijskih sredstava došao je od izlagača koji su izlagali u paviljonima te ih nakon toga ustupili Zagrebačkom velesajmu. Izgradnja kompleksa dovršena je 1980-ih godina.

### Stambena naselja Novog Zagreba
Nedugo nakon početka gradnje Velesajma počela je i izgradnja stambenih naselja Novi Savski Gaj i Trnsko. Na odabir ovog prostora kao središta izgradnje novog djela grada utjecalo je više faktora kao što su: velike slobodne površine za organizaciju gradilišta, blizina komunalnih instalacija, primjena određenih ekonomičnih tipskih projekata stambenih zgrada te mogućnost organizacije naselja prema suvremenim urbanističkim principima. Naselja su definirana ortogonalnim rasterom ulica i pravilnom strukturom unutar koje su smještene stambene zgrade te građevine za druge sadržaje potrebne jednom takvom naselju. Planirani broj stanova dobivao je prednost pred kvalitetom stana i organizacijom izgradnje. Većina ovakvih naselja su „tipska”, s ponavljanjem istih praksi i elemenata gradnje.

## Ostali projekti
Neke od značajnih građevina koje nastaju u ovom razdoblju radio je Vladimir Turina. To je prvenstveno stadion Maksimir iz 1954. godine i „Centar za zaštitu majke i djeteta” u Klaićevoj ulici iz 1956. Drago Ibler 1958. godine radi stambenu zgradu na Iblerovom trgu. Ivan Vitić, osim paviljona na Zagrebačkom velesajmu, radi i na drugim projektima. Jedan od njih je i stambena zgrada u Laginjinoj ulici iz 1958. godine. Na zgradi uvodi pomične drvene prozorske brisoleje, dok fasadu boji različitim bojama. Time doprinosi sveopćem estetskom dojmu, koji se mijenja ovisno o položaju brisoleja. Za razliku od dosad navedenih građevina, kod ove naglasak je na okomitosti i visini. To se može objasniti i činjenicom da je zgrada predviđena za stariji dio grada, čiji je prostor jasno definiran i u kojem nema više puno mjesta za novogradnju. S druge strane, zgrade u Vukovarskoj ili Novom Zagrebu, nastajale su na gotovo praznom prostoru u kojem nije bilo potrebe ograničavati se zadanim okvirima postojeće arhitekture.  

## Galerija
- K. Ostrogović; Gradska vjećnica, Trg Stjepana Radića 1, Zagreb, 1955. - 1956.
- M. Haberle, M. Jurković, T. Zdvořak; Koncertna dvorana „Vatroslav Lisinski”, Trnjska BB, Zagreb, 1960. – 1973.

## Vanjske poveznice
- Arhitektura u Hrvatskoj nakon 1945.[neaktivna poveznica]
- Arhitektura Ivana Vitića: Kockica zaslužuje boljeg vlasnika  Arhivirana inačica izvorne stranice od 13. travnja 2014. (Wayback Machine)
- Koncertna dvorana Vatroslav Lisinski
- DAZ, Poslovna zgrada Kockica  Arhivirana inačica izvorne stranice od 6. travnja 2014. (Wayback Machine)
- Ivan Vitić: solo arhitekt u kolektivističkom okružju  Arhivirana inačica izvorne stranice od 14. travnja 2014. (Wayback Machine)
- Globus, Ivan Vitić: Ludi život arhitekta koji je mijenjao Zagreb  Arhivirana inačica izvorne stranice od 16. travnja 2016. (Wayback Machine)
- DAZ, Ivan Vitić  Arhivirana inačica izvorne stranice od 14. travnja 2014. (Wayback Machine)
- Jutarnji list: Galićevi stanovi najpoželjiniji u Hrvatskoj  Arhivirana inačica izvorne stranice od 14. travnja 2014. (Wayback Machine)